# Jonathan Pienaar
Jonathan Pienaar (* 16. September 1962) ist ein südafrikanischer Schauspieler, Autor, Synchronsprecher und Komiker. 

## Leben
1984 verbrachte Pienaar vier Monate am Pretoria Technikon Drama. 1985 trat er in die Filmbranche ein. Seit Mitte der 1980er Jahre ist er als Darsteller für Fernseh- und Filmproduktionen tätig. Pienaar ist mit der Schauspielerin Deirdre Wolhuter verheiratet.
Für deutsche Produktion wirkte er 2006 in einer Episode der Fernsehserie Forsthaus Falkenau mit und war 2009 im Spielfilm Die drei ??? – Das verfluchte Schloss als Sheriff Hanson zu sehen. Auch wirkte er in vier Episoden der Mini-Serie Deutschland 86 mit.

## Filmografie

### Schauspieler
- 1985: Boetie op Manoeuvres
- 1987: American Fighter II – Der Auftrag (American Ninja 2: The Confrontation)
- 1987: Wolwedans in die Skemer (Fernsehserie)
- 1987: You Must Be Joking Too!
- 1987: 'n Wêreld Sonder Grense
- 1988: Scavenger – Der Spion mit der Glut im Blut (Scavengers)
- 1988: Crash Course
- 1988: Dune Surfer
- 1989: The Tattoo Chase
- 1990: Impact
- 1990: Young Survivors (Fernsehfilm)
- 1991: Jetzt noch mehr verrückte Götter (Fei zhou he shang)
- 1993: Sentinel (Fernsehfilm)
- 1993: Das Matthäus-Evangelium (The Visual Bible: Matthew)
- 1994: Triptiek (Fernsehserie)
- 1994: Kalahari Harry
- 1995: Danger Coast (Mini-Serie)
- 1995: The Syndicate (Fernsehserie)
- 1997: Mandela und de Klerk – Zeitenwende (Mandela and de Klerk) (Fernsehfilm)
- 1997: Triptiek II (Fernsehserie)
- 1997: The Principal (Mini-Serie)
- 1997: Das Geheimnis der verborgenen Stadt (Legend of the Hidden City) (Fernsehserie, Episode 1x39)
- 1997–1998: Sindbads Abenteuer (The Adventures of Sinbad) (Fernsehserie, 2 Episoden, verschiedene Rollen)
- 1999: Husk (Kurzfilm)
- 1999: The All New Adventures of Laurel & Hardy in 'For Love or Mummy'
- 1999: Die Profis – Die nächste Generation (CI5: The New Professionals) (Fernsehserie, Episode 1x03)
- 1999: Der Pirat aus der Vergangenheit (Pirates of the Plain)
- 2001: Onder Draai die Duiwel Rond 2 (Fernsehserie)
- 2001: Lyklollery
- 2004: Die Nibelungen (Ring of the Nibelungs) (Fernsehfilm)
- 2005: Blue Valentine (Kurzfilm)
- 2005: Dollar$ + White Pipes
- 2005: To the Ends of the Earth (Mini-Serie, 3 Episoden)
- 2005: Bermuda Dreieck – Tor zu einer anderen Zeit (The Triangle) (Mini-Serie)
- 2006: Hillside (Fernsehserie)
- 2006: A Lotto Madness (Kurzfilm)
- 2006: Catch a Fire
- 2006: Blood Diamond
- 2006: Forsthaus Falkenau (Fernsehserie, Episode 17x13)
- 2007: Wildes Herz Afrika (Wild at Heart) (Fernsehserie, Episode 2x01)
- 2007: One Way (Fernsehserie, Episode 2x09)
- 2008: Skin – Schrei nach Gerechtigkeit (Skin)
- 2008: Crusoe (Fernsehserie, 2 Episoden)
- 2008: On the Couch (Fernsehserie)
- 2008: The Devil's Whore (Mini-Serie, Episode 1x01)
- 2009: Hopeville (Fernsehserie)
- 2009: Die drei ??? – Das verfluchte Schloss
- 2009: A Life with Less Meaning (Kurzfilm)
- 2010: The Race-ist
- 2010: In a Time Without Love (Kurzfilm)
- 2010: Vénus noire
- 2010: Hopeville
- 2010: Lost Future – Kampf um die Zukunft (The Lost Future) (Fernsehfilm)
- 2010: Eternity
- 2011: Ek Lief Jou
- 2011: Inside Story
- 2012: Soldier of Destiny
- 2012: Everyman's Taxi
- 2013: Shotgun Garfunkel
- 2013: Bustin' Chops: The Movie
- 2014: Task Force (Fernsehserie)
- 2014: Pandjieswinkelstories (Fernsehserie)
- 2014: Aalwyntyd (Fernsehfilm)
- 2014: A Night to Remember (Kurzfilm)
- 2015: Assignment
- 2015: Cape Town (Mini-Serie, 4 Episoden)
- 2016: Roots (Mini-Serie, Episode 1x01)
- 2016: Lord Jones Is Dead
- 2016: PG (Kurzfilm)
- 2016: Funny Enough
- 2016: Resilient
- 2017: Broken Darkness
- 2017: The Killing Floor
- 2017: Empire of the Sharks (Fernsehfilm)
- 2018: Necromurder (Kurzfilm)
- 2018: Troja – Untergang einer Stadt (Troy: Fall of a City) (Fernsehserie, 4 Episoden)
- 2018: 6-Headed Shark Attack (Fernsehfilm)
- 2018: Cowboy Dan (Kurzfilm)
- 2018: Deutschland 86 (Mini-Serie, 4 Episoden)
- 2019: Warrior (Fernsehserie, Episode 1x05)
- 2019: Monster Island – Kampf der Giganten (Monster Island)
- 2019: Either Way (Kurzfilm)
- 2020: Queen Sono (Fernsehserie, Episode 1x01)
- 2020: Fried Barry
- 2020: The Verdict (Kurzfilm)
- 2020: Vagrant Queen (Fernsehserie, Episode 1x07)
- 2020: The Last Days of American Crime
- 2020: Legacy (Fernsehserie, Episode 1x44)
- seit 2020: The Watch (Fernsehserie)

### Synchronsprecher (Auswahl)
- 1998: The First Christmas (Animationsfilm)